# 阿伊塞
阿伊塞（法語：Aïssey，法語發音：[a.isɛ]）是法国杜省的一个市镇，属于贝桑松区。

## 地理
阿伊塞（47°16'6"N, 6°19'55"E）面积10.67 平方千米，位于法国勃艮第-弗朗什-孔泰大區杜省，该省份为法国东部内陆省份，北起上索恩省，西接汝拉省，东部及东南部与瑞士接壤，东北部与贝尔福地区省接壤。
与阿伊塞接壤的市镇（或旧市镇、城区）包括：布勒蒂涅圣母村、奥尔桑、圣瑞昂、科特布吕讷、马尼-沙特拉尔、达马尔坦-莱唐普利耶、绍莱帕萨旺。

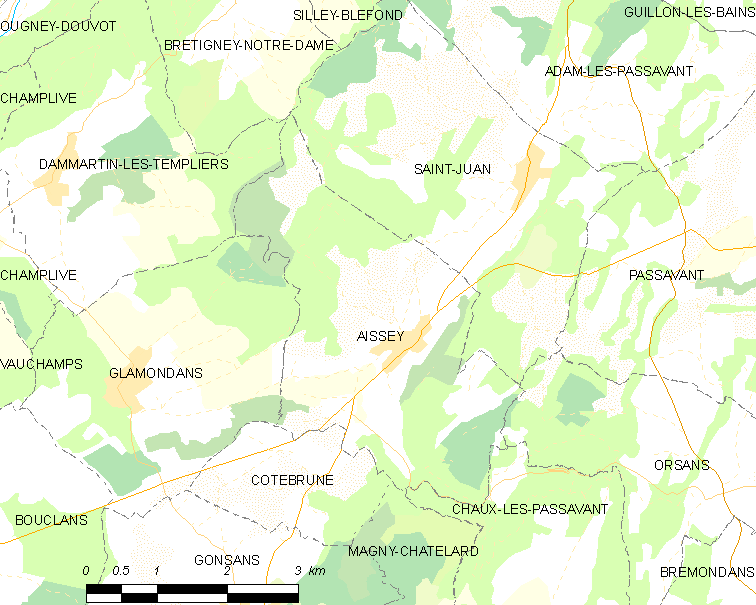
阿伊塞的OSM定位图

阿伊塞的时区为UTC+01:00、UTC+02:00（夏令时）。

## 行政
阿伊塞的邮政编码为25360，INSEE市镇编码为25009。

## 政治
阿伊塞所属的省级选区为博姆莱达姆县。

## 人口

1962-2008年间阿伊塞人口变化图示

阿伊塞于2022年1月1日时的人口数量为165人。